# Gaizka Garitano Aguirre
Gaizka Garitano (Bilbao, 9 de juliol de 1975) és un exfutbolista professional basc que jugava com a migcampista. És nebot d'Ander Garitano, que també fou futbolista. Actualment és entrenador de futbol.

## Trajectòria

### Com a futbolista
Es va formar al planter de l'Athletic Club i va arribar a ser un dels jugadors més importants del filial a la dècada dels 90, però no va arribar a debutar mai amb el primer equip en lliga, de manera que va acabar cedit a la UE Lleida i a la SD Eibar.
Després de desvincular-se de l'Athletic, va recalar al CD Ourense, a Segona B, i un any després va tornar a la SD Eibar. Amb aquests va ser titular durant quatre temporades, cosa que li va permetre de fitxar per la Reial Societat el 2005. Va ser aleshores que debutà a primera divisió, encara que no va gaudir de tants de minuts com tenia a Eibar. De tota manera, la seua aportació a Anoeta anà de menys a més, a mesura que s'anà consolidant a l'equip.
La campanya 08/09 la disputà amb el Deportivo Alavés. En total, suma 365 partits i 42 gols entre Primera i Segona divisió.

### Com a entrenador
Immediatament després de retirar-se com a jugador, amb més de 300 partits disputats a la segona divisió, Garitano va començar a fer d'entrenador. Es va estrenar a l'Eibar la temporada 2009-2010, quan l'equip venia de descendir, com a segon entrenador. Les temporades 2010-2011 i 2011-2012, es fa càrrec del filial, la SD Eibar B, i posteriorment fou nomenat entrenador del primer equip per la temporada 2012–13. L'equip feia tres temporades que era a Segona B, per bé que totes tres vegades havia accedit al playoff d'ascens. En la seva primera temporada, Garitano va reeixir a eliminar de la copa l'Athletic de Bilbao – finalista de l'any anterior –; a més, aquell mateix any va assolir l'ascens a Segona Divisió.
La temporada 2013-2014 continua d'entrenar l'Eibar, ja a Segona Divisió, amb l'objectiu de consolidar l'equip a la categoria. Amb tot, cap al final de la primera volta, l'equip es trobava en setena posició, per sobre de les aspiracions de principi de temporada. Els bons resultats i l'adaptació a la categoria li valgueren el premi d'entrenador del mes de novembre de la Liga Adelante. Finalment, el 25 de maig de 2014 la SD Eibar va esdevenir matemàticament equip de primera divisió per a la temporada 2014-2015, després de vèncer l'Alabès per 1 a 0. De cara a la pròxima temporada, seria l'equip amb menys pressupost de la categoria, i la ciutat seria la menys poblada (27.000) amb un equip a la Primera Divisió de la història moderna de la lliga. El juny de 2014 va renovar el contracte.
La temporada 2014–15, l'equip va sumar 27 punts en els primers 19 partits, però després es va desinflar i només en va sumar 8 dels següents 19; finalment, va baixar de categoria malgrat una victòria per 3–0 a casa contra el Córdoba CF la darrera jornada (de tota manera, al final l'Eibar va ser reascendit per causa que l'Elx CF va patir un descens administratiu). Per mor del descens, Garitano va presentar la dimissió, tot al·legant que no mereixia de continuar.
El 6 de juliol de 2015, Garitano fou nomenat entrenador del Reial Valladolid, en substitució de Rubi. El 21 d'octubre, quan l'equip es trobava en darrera posició, fou cessat.
El 10 de juny de 2016, Garitano va substituir Víctor Sánchez al Deportivo de La Coruña. Vuit mesos després, quan l'equip es trobava en zona de descens, fou cessat.

#### Athletic Club
L'estiu de 2017, Garitano fou nomenat entrenador del Bilbao Athletic, substituint José Ángel Ziganda, que havia estat nomenat entrenador del primer equip. Va mantenir-se en el càrrec fins al 4 de desembre de 2018, quan va ser ascendit al primer equip després que Eduardo Berizzo fos cessat.
El 4 d'abril de 2019, Garitano va ampliar contracte amb els bilbaïns fins al 30 de juny de 2020. L'1 de juny de l'any següent, havent arribat a la seva primera final de la copa del rei des de 2015, va tornar a renovar per un any més.
Garitano fou cessat el 3 de gener de 2021, amb l'equip en novena posició.

#### Retorn a la SD Eibar
El 7 de juny de 2021, Garitano va retornar a Eibar amb contracte per dos anys amb opció a un tercer. José Luis Mendilibar havia cessat després del descens de l'equip a segona divisió.